# Vlastibořice
Vlastibořice (deutsch Wlastiborschitz, früher Lastiboritz) ist eine Gemeinde in Tschechien. Sie liegt acht Kilometer nordwestlich von Turnov und gehört zum Okres Liberec.

## Geographie
Vlastibořice befindet sich linksseitig über dem Tal der Mohelka in der Turnovská pahorkatina (Turnauer Hügelland). Nördlich erhebt sich der Hügel Na příhonu (413 m).
Nachbarorte sind Klamorna und Slavíkov im Norden, Jivina und Červenice im Nordosten, Kamení im Osten, Zásada, Albrechtice und Dubina im Südosten, Vitanovice, Střížovice und Padařovice im Süden, Soběslavice im Südwesten, Klučky im Westen sowie Sedlíšťka und Kotel im Nordwesten.

## Geschichte
Die erste urkundliche Erwähnung der dem Dekanat Turnov zugehörigen Kirche erfolgte 1344. Im Jahr 1357 wurde die Feste erstmals als Besitz des Vladiken Slauiborij de Wlastiborzicz erwähnt. Dessen Tochter Anežka von Vlastibořice heiratete Ješek von Wartenberg auf Tetschen. Nach dessen Tod wurde die Herrschaft aufgeteilt und seine Witwe Anežka erbte den Hof und die Feste Vlastibořice mit zwei Vorwerken. 1379 verkaufte sie den Besitz an Hans Pancír von Smojno. Zwischen 1393 und 1397 besaß Ctibor Hrádek von Vlastibořice die Güter. Nach dem Tode von Chval von Vlastibořice fiel dessen Erbe 1407 an Hans Pancír von Smojno. 1417 saß der Vladike Fricek auf Vlastibořice. Zu dieser Zeit gehörten zu dem selbstständigen Vladikensitz Vlastibořice das Dorf und der Vorwerkshof Jivina sowie die Dörfer Třtí und Vrchovina. Es wird angenommen, dass zuvor auch die Dörfer Sedlejovice und Radostín zu Vlastibořice gehört haben. Nächster Besitzer von Vlastibořice war Václav Doubravec von Doubravany, der auch die Burg Frýdštejn besaß und Vlastibořice an diese anschloss. Er verstarb 1424 ohne Nachkommen. Nach dem Heimfall an die böhmische Krone schenkte Kaiser Sigismund den Besitz an seine Gefolgsleute Janko von Doubravany und Bohuš von Kováň. Dadurch blieb Vlastibořice auch während der Hussitenkriege bis 1435 katholisch. Die Feste wurde 1424 letztmals erwähnt und fiel dann wüst. Von den Nachkommen des Bohuš von Kováň fiel das Erbe 1483 an die Brüder Michal und Zdislav von Loučeň, die die Herrschaft an Felix von Waldstein überließen. Die Waldsteiner schlossen Vlastibořice zu Beginn des 16. Jahrhunderts an die Herrschaft Rohozec an. Nachfolgende Besitzer wurden die Wartenberger. Bei der brüderlichen Teilung der Herrschaft zwischen Adam und Jaroslav von Wartenberg kam Lastibořice 1565 zu Jaroslavs Herrschaft Svijany und war dem Gut Sychrov untertänig.
Nach der Aufhebung der Patrimonialherrschaften bildete Lastibořice ab 1850 mit den Ortsteilen Jivina, Slavíkov und Sedlíšťka eine Gemeinde im politischen Bezirk Turnov. Seit 1903 führt die Gemeinde den Namen Vlastibořice. Im Jahre 1961 wurde das Dorf in den Okres Liberec umgegliedert. 1980 wurde Vlastibořice nach Pěnčín eingemeindet. 1981 bestand das Dorf Vlastibořice aus 56 Häusern und hatte 151 Einwohner. Zusammen mit den heutigen Ortsteilen betrug die Einwohnerzahl 277. Seit 1991 besteht die Gemeinde wieder.

## Gemeindegliederung
Die Gemeinde Vlastibořice besteht aus den Ortsteilen Jivina (Jiwina, auch Giwina), Sedlíšťka (Sedlischka), Slavíkov (Slawikow) und Vlastibořice (Wlastiborschitz). Grundsiedlungseinheiten sind Jivina, Sedlíšťka und Vlastibořice. Zu Vlastibořice gehört außerdem die Ansiedlung Kotel.

## Sehenswürdigkeiten
- Kirche der Katharina, erbaut im 12. bzw. 13. Jahrhundert und später barockisiert
- Kreuzweg zum Friedhof mit Werken des örtlichen Holzschnitzers Bušek
- hölzerner Glockenturm, erbaut im 17. Jahrhundert
- ehemaliges Pfarrhaus
- Reste der Feste Vlastibořice, westlich auf dem Hügel über dem Dorf. 1910 ließ der Besitzer des Hügels die Wälle abtragen und den Burggraben damit verschütten. Am Standort der Feste wächst heute eine mächtige Eiche.
- Beinhaus mit den Gebeinen von 150 Opfern der Pest
- Wassermühle Beranův mlýn an der Mohelka
- Statue des hl. Johannes von Nepomuk
- Kapelle des Hl. Wenzel am Dorfplatz in Jivina
- Statue der Immaculata in Jivina, aus dem Jahre 1748
- Kapelle St. Peter in Sedlíšťka, erbaut 1814
- Statue des hl. Paulus, am Dorfplatz von Sedlíšťka
- Toreinfahrt des Hobelant-Gutes in Sedlíšťka